# Alla tiders Wodehouse
Alla tiders Wodehouse är en antologi av den brittiske författaren P.G. Wodehouse utgiven 1950 på Albert Bonniers förlag i översättning av Birgitta Hammar. Boken har inte en direkt motsvarighet på engelska språket, utan är en sammanställning av Georg Svensson, den första av två, där den andra är Den oumbärlige Jeeves från 1957. Novellerna om Jeeves och Wooster utgör tillsammans med dem i Den oumbärlige Jeeves samtliga i författarens The Inimitable Jeeves, utgiven på svenska som Den oefterhärmlige Jeeves (1960) och Den oförliknelige Jeeves (1931). Här finns också novellen från 1915 som presenterade paret för läsekretsen.
I övrigt innehåller samlingen bland annat två noveller om Stanley Featherstonehaugh Ukridge och fem Blandingsnoveller, av vilka en introducerar den vittberömda Berkshiresuggan "Dronningen av Blandings". Novellen "Farbror Fred susar förbi" introducerar lord Ickenham, farbror Fred, som sedan härjar vidare i fyra romaner, av vilka två är Blandingsberättelser.

## Innehåll
Jeeves och Bertie Wooster
- "Hur Gussie räddades ur klistret" (ur The Man with Two Left Feet, 1917)
- Kapitlen "Jeeves sätter igång lilla hjärnan" och "Inga bröllopsklockor för Bingo" (en historia uppdelad i två kapitel, ur The Inimitable Jeeves, 1923)
- Kapitlen "Introduktion av Claude och Eustace" och "Sir Roderick kommer på lunch" (en historia uppdelad i två kapitel, ur The Inimitable Jeeves, 1923)
- "Den stora predikotävlingen" (ur The Inimitable Jeeves, 1923)
- "Sportens förädlande inflytande" (ur The Inimitable Jeeves, 1923)

Ukridge
- "Ukridge och Hemma-Borta-Hemmet" (ur Lord Emsworth and Others, 1937)
- "Ukridge och Sista Styvern" (ur Eggs, Beans and Crumpets, 1940)

Golfhistorier
- "En fullträff för Cuthbert" (ur The Clicking of Cuthbert, 1922)
- "Söndrade hjärtan" (ur The Clicking of Cuthbert, 1922)
- "Golfprovet" (ur The Clicking of Cuthbert, 1922)

Slottet Blandings
- "Våg av brottslighet på Blandings Castle" (ur Lord Emsworth and Others, 1937)
- "Samling kring pumpan" (ur Blandings Castle and Elsewhere, 1935)
- "Gris-i-hoooo !" ("Dronningen av Blandings" första framträdande, ur Blandings Castle and Elsewhere, 1935)
- "Sällskap åt Gertrude" (ur Blandings Castle and Elsewhere, 1935)
- "Tidernas affärsman" (ur Blandings Castle and Elsewhere, 1935)

Essayer
- "Min kära läsekrets" (ur Louder and Funnier, 1932)
- "Detektivromaner" (ur Louder and Funnier, 1932)
- "Hovmästare och de hovmästrade" (ur Louder and Funnier, 1932)

Mr Mulliner
- "Familjen Mulliners hederskodex" (ur Young Men in Spats, 1936)
- "Mordreds eldiga frieri" (ur Young Men in Spats, 1936)
- "Den dolda skatten" (ur Lord Emsworth and Others, 1937)
- "Archibald och de breda lagren" (ur Young Men in Spats, 1936)

Drönarklubben
- "Bingo klarar sig" (ur Eggs, Beans and Crumpets, 1940)
- "Bingo och pekingeskrisen" (ur Eggs, Beans and Crumpets, 1940)
- "Farbror Fred susar förbi" (ur Young Men in Spats, 1936)